# Anca Zaharia
Anca Zaharia (n. 1991, județul Bacău) este o poetă, prozatoare și traducătoare română.

## Biografie
Zaharia a studiat la Facultatea de Litere la Universitatea Transilvania, Brașov și a lucrat ca librar în oraș. A scris pentru mai multe site-uri/proiecte online cum ar fi  Hyperliteratura.ro, Serial Readers sau blogul Irrefutabilis. Ideea volumului Jurnal de librar a apărut după ce Zaharia a postat pe contul ei social întâmplări din viața de librar și modul în care povestea a fost apreciat de cititori.  Zaharia a beneficat de bursa și rezidențiatul de creație literară organizat de Fundația Cărturești, în parteneriat cu Pro Patrimonio și Asociația Maria. În 2021, alături de Ionuț Popștea, Zaharia a devenit co-fondatoare la revista culturală Golan.
A coordonat și contribuit la trei volume colective. Antologia despre condiția femeii scriitor În căutrarea cititoruliui pierdut a apărut în 2021 și la ea au contribuit  Angela Marinescu, Angelica Stan, Cristina Ispas, Cristina Stancu, Diana Geacăr, Diana Iepure, Dorica Boltașu, Nicolae Emanuela, Lia Faur, Nora Iuga, Rozana Mihalache, Suzănica Tănase, un cristian. Antologia  Singuraticele - 9 Perspective feminine apărută tot în 2021 care cuprinte povestiri personale despre singurătate ale unor tinere scriitoare contemporane. Tot în 2021 apare volumul coordonat de Zaharia „Poezie călătoare II”, un colaj de 42 de fragmente de poezie scrise de autori români contemporani precum Domnica Drumea, Claudiu Komartin,  Marius Chivu, Dan Coman, Miruna Vlada, Krista Szöcs, Petronela Rotar, Robert Șerban, Radu Vancu, Andrei Dósa, Ioana Laura Florescu (ISBN: 9786069472927).

## Opera

#### Poezii
- Sertarul cu ură, Editura Karth, 2015. ISBN: 9786068611396
- Suicid, Editura Herg Benet, București, 2019. ISBN: 9786067632309
- Eu nu am trăit războiul, Editura Casa de pariuri literare, București, 2021. ISBN: 9786069901649

#### Proză
- Jurnal de librar, Editura Herg Benet, București, 2017.ISBN: 9786067631173
  - Jurnal de librar, Ed.2, Editura Neverland, București, 2021.ISBN: 9786069018255

#### Traduceri
- Antony de Mello - Împreună cu Dumnezeu. Conferințe despre retragere, 2018
- Laura Sebastian - Prințesa de cenușă, 2018
- Bryn Greenwood - Partea urâtă și minunată a lucrurilor, 2018
- Caroline Kepnes - Corpuri ascunse, 2019
- Michelle Hodkin - Noah Shaw. Devenirea, 2020